# Valeria Bufanu
Valeria Bufanu-Ștefănescu, romunska atletinja, * 7. oktober 1946, Bacău, Romunija.
Nastopila je na poletnih olimpijskih igrah v letih 1968, 1972 in 1976, leta 1972 je osvojila srebrno medaljo v teku na 100 m z ovirami, leta 1976 pa sedmo mesto. Na evropskih dvoranskih prvenstvih je osvojila srebrno medaljo v teku na 60 m z ovirami leta 1973 in bronasto medaljo v skoku v daljino leta 1974.